# Matriz de macrocélulas
una matriz de macrocélulas (en inglés macrocell array) es una aproximación al diseño y fabricación de ASICs (Circuitos integrados de aplicación específica). Esencialmente, es una pequeña mejora sobre las matrices de puertas lógicas, pero en lugar de ser una matriz prefabricada de puertas lógicas simples, la matriz de macrocélulas es una matriz prefabricada de funciones lógicas de mayor nivel tales como biestables, UALs, registros y similares. Estas funciones lógicas se sitúan en posiciones regulares predefinidas y se fabrican en un wafer, llamado normalmente master slice (rodaja principal). La creación de un circuito con una función específica se completa añadiendo conexiones metálicas a los chips en la master slice en la parte final del proceso de fabricación, permitiendo que la función personalizada del chip sea establecida como se desee.
Las master slices de las matrices de macrocélulas suelen ser prefabricadas y acumuladas en grandes cantidades sin importar los pedidos de los clientes. La fabricación según las especificaciones de cada cliente puede ser terminada en poco tiempo en comparación con una célula estándar o un diseño totalmente personalizado. La aproximación de la matriz de macrocélulas reduce los costes de las fotomáscaras ya que son necesarias pocas para ser producidas. Además el tiempo necesario para el uso de herramientas de prueba durante la fabricación y los costes se reducen debido a que se pueden utilizar pruebas similares para todas las matrices fabricadas con el mismo tamaño.
Algunos inconvenientes son quizás la baja densidad y rendimiento respecto a otras aproximaciones al diseño de ASICs. Sin embargo, este estilo es una aproximación a menudo viable para bajos volúmenes de producción.